# The Great Ray Charles
The Great Ray Charles – drugi studyjny album Raya Charlesa, wydany w 1957 roku przez wytwórnię Atlantic. W 1990 roku ukazała się reedycja płyty, która zawierała dodatkowo sześć z ośmiu piosenek zawartych na albumie The Genius After Hours.

## Lista utworów

### Oryginalne wydanie
Strona A
| 1. | „The Ray” (Quincy Jones)                               | 4:00  |
|    |                                                        |       |
| 2. | „My Melancholy Baby” (Ernie Burnett, George A. Norton) | 4:20  |
|    |                                                        |       |
| 3. | „Black Coffee” (Sonny Burke, Paul Webster)             | 5:32  |
|    |                                                        |       |
| 4. | „There’s No You” (Tom Adair, Harold Hopper)            | 4:47  |
|    |                                                        |       |
|    |                                                        | 18:39 |
|    |                                                        |       |
Strona B
| 1. | „Doodlin’ (Horace Silver)                          | 5:54  |
|    |                                                    |       |
| 2. | „Sweet Sixteen Bars”                               | 4:07  |
|    |                                                    |       |
| 3. | „I Surrender Dear” (Harry Barris, Gordon Clifford) | 5:08  |
|    |                                                    |       |
| 4. | „Undecided” (Sid Robin, Charlie Shavers)           | 3:40  |
|    |                                                    |       |
|    |                                                    | 18:49 |
|    |                                                    |       |

### Reedycja
| 1.  | „Dawn Ray” (Ray Charles)                        | 5:03    |
|     |                                                 |         |
| 2.  | „The Man I Love” (George Gershwin/Ira Gershwin) | 4:28    |
|     |                                                 |         |
| 3.  | „Music, Music, Music” (Baum/Weiss)              | 2:56    |
|     |                                                 |         |
| 4.  | „Black Coffee” (Burke/Webster)                  | 5:32    |
|     |                                                 |         |
| 5.  | „The Ray” (Jones)                               | 4:00    |
|     |                                                 |         |
| 6.  | „I Surrender, Dear” (Barris/Clifford)           | 5:08    |
|     |                                                 |         |
| 7.  | „Hornful Soul” (Ray Charles)                    | 5:30    |
|     |                                                 |         |
| 8.  | „Ain't Misbehavin'” (Brooks/Razaf/Waller)       | 5:41    |
|     |                                                 |         |
| 9.  | „Joy Ride” (Ray Charles)                        | 4:40    |
|     |                                                 |         |
| 10. | „Sweet Sixteen Bars” (Ray Charles)              | 4:07    |
|     |                                                 |         |
| 11. | „Doodlin'” (Silver)                             | 5:54    |
|     |                                                 |         |
| 12. | „There’s No You” (Adair/Hopper)                 | 4:47    |
|     |                                                 |         |
| 13. | „Undecided” (Robin/Shavers)                     | 3:40    |
|     |                                                 |         |
| 14. | „My Melancholy Baby” (Burnett/Norton)           | 4:20    |
|     |                                                 |         |
|     |                                                 | 1:05:46 |
|     |                                                 |         |